# Plesiomma simile
Plesiomma simile är en tvåvingeart som beskrevs av Scarbrough och Perez-gelabert 2006. Plesiomma simile ingår i släktet Plesiomma och familjen rovflugor. Inga underarter finns listade i Catalogue of Life.